# Pente (topographie)
Pour les articles homonymes, voir Pente.
Ne doit pas être confondu avec angle d'élévation, Nivellement (topographie) ou Pendage.

Schéma en coupe longitudinale d'un tronçon routier rectiligne :
d = distance horizontale
Δh = différence de hauteurs, d'altitudes = dénivelé
α = inclinaison, angle d'élévation
pente = tan(α)=Δh/d
l = longueur suivant la pente.

Panneau de signalisation d'une descente routière dangereuse ayant une pente de 10 %.

La pente topographique est la tangente de l'inclinaison entre deux points d'un terrain,, donc de son angle vis-à-vis de l'horizontale. C'est donc le rapport entre la différence d'altitudes entre les deux points et la distance horizontale, cartographique, entre ces deux points.
La pente ne doit pas être confondue avec :
- l'angle lui-même entre d'une part l'horizontale passant par le premier point et d'autre part la droite passant par le premier et le second point, soit l'inclinaison ou plutôt l'angle d'élévation ;
- le dénivelé qui indique la différence d'altitudes entre deux points ;
- le pendage qui définit l'orientation de strates géologiques du sous-sol.

La pente est souvent qualifiée pour participer à la description soit de sites naturels tels que montagnes, collines, versants, cours d'eau, canyons, rives, etc. soit de constructions humaines telles que routes, chemins de fer, aqueducs, toits, voies piétonnes, remontées mécaniques, pour l'accessibilité aux personnes handicapées moteur ou pour une fosse de salle de spectacle. La pente du terrain est un des paramètres essentiels de l'écoulement de l'eau dans les cours d'eau et plus généralement, de l'écoulement gravitaire (ou écoulement selon la pente).
La pente peut être une contrainte naturelle pour l'installation humaine : elle peut être le théâtre d'éboulements, d'avalanches ou de glissements de terrain. Mais elle peut être également le support d'activités humaines de loisir (ski alpin, cyclisme, vélo tout terrain, randonnée pédestre, trail).

## Mesure de la pente

Panneau belge de signalisation routière de pente ascendante

La mesure de la pente topographique s'effectue de différentes façons. Comme pour la pente mathématique, lorsque l'altitude du second point mesuré est inférieure à celle du premier, la valeur est négative. Dans le domaine routier, le sens de la pente (montée ou descente) n'est pas indiqué par la valeur inscrite sur le panneau mais par l'inclinaison du schéma de gauche à droite. Lorsque le parcours n'est pas rectiligne entre les 2 points d'extrémité, la mesure indique la moyenne de la pente, la pente moyenne, globale, entre les deux points.
La signification de la valeur de la pente dépend alors de l'échelle de la mesure : par exemple, sur la route entre un fond de vallée et un col de montagne, la pente varie localement beaucoup sur l'itinéraire (rampe, replat, virage en épingle). La qualification de la pente (exemple : forte, faible) dépend beaucoup de son usage : par exemple, une même pente peut être considérée comme faible pour un piéton mais comme forte pour un camion.  
Les principaux appareils spécialement utilisés sont l'inclinomètre (ou clinomètre) et le clisimètre. La pente se mesure aussi à partir des opérations topographiques de nivellement.

### En pourcentage

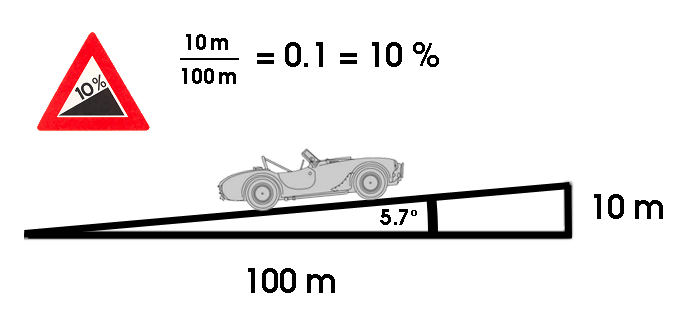
Calcul d'une pente de 10 %, correspondant à un angle de 5,71°, indiquée sur un panneau routier.

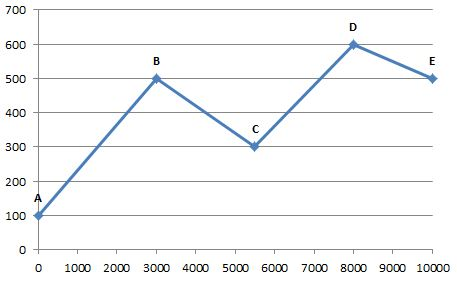
Autre exemple (échelles abscisses et ordonnées très différentes) :
Pente AB : (500-100)/(3000-0)*100 =13,3 %
Pente BC : (300-500)/(5500-3000)*100 =-8,0 %
Pente AE (globale) : (500-100)/(10000-0)*100 =4,0 %.

La valeur de la  pente s'exprime souvent en pour cent, : ce pourcentage se calcule en prenant la différence de hauteurs, ou d'altitudes, entre les deux extrémités du terrain concerné, divisée par la distance horizontale entre ces deux niveaux (prises dans la même unité de mesure), multipliée par 100, soit {\displaystyle 100{\frac {\text{dénivelé}}{\text{distance horizontale}}}\%}.
Ceci est utilisé pour la signalisation routière en Europe.
- Par exemple : supposons un tronçon routier droit, dont le point de départ se trouve à 30 mètres d'altitude, et dont l'extrémité se situe à 50 mètres d'altitude, avec une distance horizontale (mesurée sur une carte) entre ces deux niveaux de 200 mètres. La valeur de cette pente est égale à : {\displaystyle {\frac {50-30}{200}}}, soit, exprimée en pour cent, 10 %.
- si le tronçon de route n'est pas rectiligne mais est de pente constante, la distance horizontale à prendre en compte est égale à la longueur de la projection sur l'horizontale de la route.
- si le tronçon de route a une pente variable, on calcule la pente moyenne de ce tronçon en prenant comme distance horizontale la longueur de la projection sur l'horizontale de ce tronçon. C'est cette indication qui est parfois inscrite sur certaines bornes kilométriques de cols routiers.

Une pente de 100 % (soit un ratio de 1 pour 1) correspond à une inclinaison de 45°.
Pour caractériser la pente des rampes d'accès des voies ferrées en Europe, on utilise un rapport pour mille (‰).

Diagramme de pentes sur quart de cercle avec les principales valeurs en pourcentage, degrés et ratio.

### Par un ratio
En indiquant le rapport des valeurs et leurs deux unités de mesure.
Ainsi l'exemple routier en pour cent précédent devient : 30 / 200 m/m (lire : mètres par mètre) soit 3 / 20 m/m (lire : 3 mètres pour 20 mètres).
Des unités différentes peuvent parfois être utilisées : cm/m (lire : centimètres par mètre). Notez que dans ce dernier exemple la valeur est identique à celle du pourcentage : 15 % = 15 cm/m (quinze centimètres (de dénivelé) pour cent centimètres (de distance horizontale) !).
L'inverse de cette formulation, appelé le « fruit », est parfois utilisée en terrassement (exemple : une pente de remblai de 1 pour 3, soit un fruit de 3:1).
Une pente de 1 / 1 correspond à un angle moyen de 45° si l'unité de mesure est identique.

### En degrés
On utilise aussi, mais moins souvent, un angle en degrés. Dans ce cas, on ne parle normalement pas de pente, mais de l'angle d'élévation.
Mathématiquement, on passe de l'angle d'élévation α (exprimé en degrés décimaux) à la pente p (en pourcentage, comprise entre 0 et 100) par la formule :
{\displaystyle p=100\times \tan(\alpha )}, et inversement :
{\displaystyle \alpha =\arctan(p/100)}
Pour obtenir la valeur de {\displaystyle \alpha } en radians, il faudra faire la conversion, sachant que 360°=2{\displaystyle \pi } radians, et que la relation entre les deux est linéaire.

### Avec la longueur sur le terrain
La pente peut encore être exprimée lorsque la distance horizontale n'est pas connue mais que l'on mesure la longueur sur le terrain entre les deux points d'extrémité d'altitudes connues : cette valeur permet de calculer le sinus de l'angle d'élévation, soit la dénivelée divisée par cette longueur, donc de connaître cet angle, donc d'établir la pente du terrain concerné : c'est la tangente de l'angle d'élévation. Lorsque cet angle est faible, inférieur à 17°, la différence entre la valeur de la tangente et celle du sinus est inférieure à 5 %, donc peu significative : dans ce cas, en première approximation, ces valeurs sont souvent considérées comme identiques. Les rampes de chemin de fer sont souvent présentées dans ces conditions.

## Calcul de la longueur d'une section en pente uniforme
Connaissant la pente moyenne d'une section d'itinéraire et sa mesure sur une carte, on obtient la longueur de la section, selon la pente, en appliquant à cette mesure un coefficient multiplicateur qui est de : 
| Pente en % | Coefficient multiplicateur |
| ---------- | -------------------------- |
| 5          | 1,0012                     |
| 10         | 1,0050                     |
| 15         | 1,0112                     |
| 20         | 1,0200                     |
| 25         | 1,0308                     |
| 30         | 1,0440                     |
| 35         | 1,0595                     |
| 40         | 1,0770                     |